# Neszmélyi borvidék
A Neszmélyi borvidék a Dunántúl északi részén, a Dunától délre található dombvidékeken terül el. A borvidék címet 1977-ben kapta meg, területe 1400 hektár. 

## Története
A területen már a római korban is termesztettek szőlőt, de a török hódoltság idején a lakosság megritkulásával az ültetvények is tönkrementek. A 18. század végére ismét jelentős termelővé és borexportőrré vált, mivel a borok, magas savtartalmuknak köszönhetően a hosszabb szállítást is jól viselték. A 19. század végén az ország szőlőtermelőit sújtó filoxéra-járvány itt is komoly károkat okozott. Ekkor kezdték betelepíteni a homokos területeket, mivel a laza talajban a szőlőgyökértetű nem él meg. Egyúttal a fajtaszerkezet is változott. A II. világháború után a termelési és minőségi problémák annyira felerősödtek, hogy 1959-ben elvesztette borvidék rangját, és azt csak az új telepítések hatására, 1977-ben szerezte vissza.

## A borvidék jellemzői
Talaja főként löszön kialakult barna erdőtalaj, de előfordul mészkövön, dolomiton kialakult rendzina és homokkövön, márgán képződött barna erdőtalaj is. Éghajlata az országos átlagnál hűvösebb, csapadékosabb, erősen szeles, de a hőingadozás kicsi és a napsütéses órák száma is elég nagy. Legjobb termőterületei a tengerszint felett 150-300 méterrel helyezkednek el, a Vértes és a Gerecse hegység napsütötte lejtőin.
A borvidékhez a következő települések szőlőkataszter szerint I. és II. osztályú határrészei tartoznak
- Ászári körzet: Ászár, Bársonyos, Császár, Csép, Ete, Kerékteleki, Kisbér, Nagyigmánd, Vérteskethely, Bakonyszombathely
- Neszmélyi körzet: Baj, Bajót, Dunaalmás, Dunaszentmiklós, Esztergom, Kesztölc, Kocs, Lábatlan, Mocsa, Neszmély, Nyergesújfalu, Mogyorósbánya, Süttő, Szomód, Tata, Tát, Vértesszőlős

### Termesztett szőlőfajták

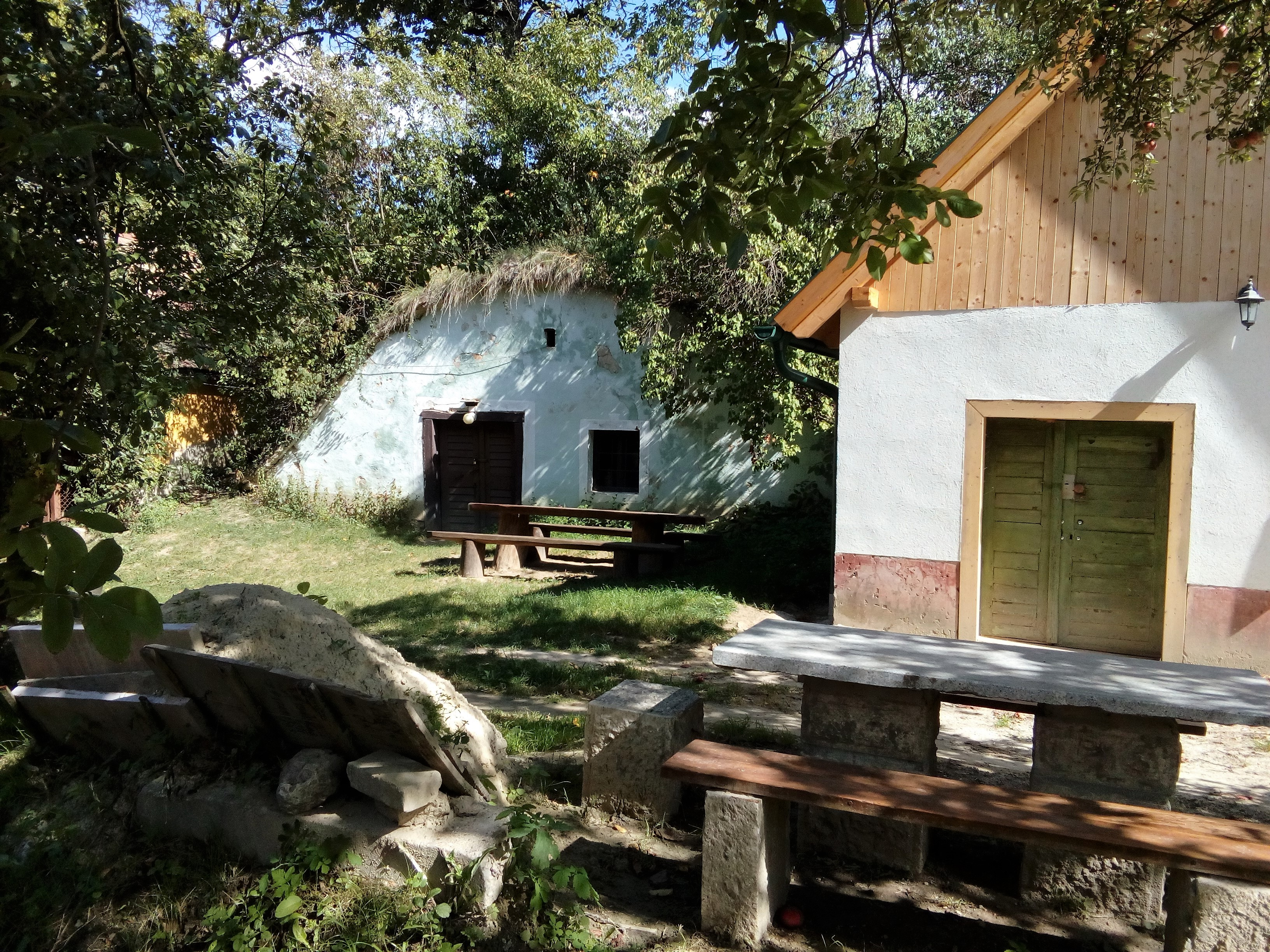
Neszmélyi borpincék

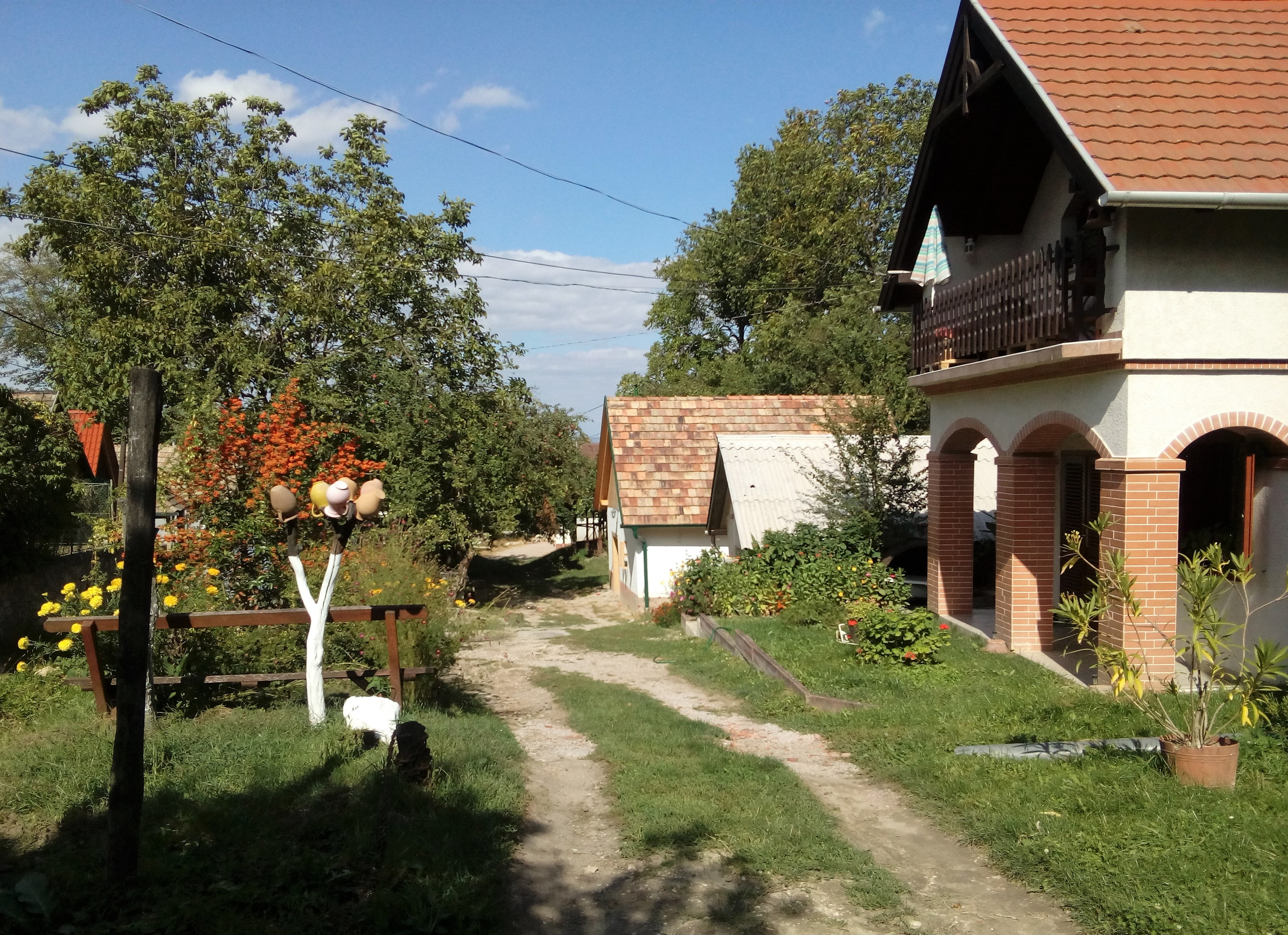
Neszmélyi borpincék

Ma a fehér szőlők közül jellemzően a chardonnay, olaszrizling, Müller-Thurgau, zöld veltelini, Irsai Olivér, cserszegi fűszeres, tramini és ottonel muskotály terem, de kezd terjedni a Sauvignon Blanc, a rajnai rizling és a leányka.
Még mindig megtalálható a korábban nagy területeken termesztett ezerjó is. Hagyományosan nagy területen termesztették itt a budai fehér, sárfehér, zöld szilváni és juhfark fajtákat (és a kék kadarkát) is, de mára csak nyomaik maradtak.
A kék szőlők közül a Kékfrankos, a Cabernet Sauvignon, a Pinot Noir és a Merlot fordulnak elő, bár inkább rozék alapanyagaként, mivel a vörösborok nem jellemzőek a vidékre.
A borvidék borai általában reduktív karakterűek, szárazak, élénk savtartalmúak.

### Borházak és pincészetek
Névben és technológiában a borvidék talán leglátványosabb fejlődésén az 1990-ben létrehozott Hilltop Neszmély pincészet ment keresztül. Főborásza, Kamocsay Ákos 1997-ben Angliában, 1999-ben Magyarországon lett az év borásza.
- Balázs és Gesztesi családi pincészet
- Borboléta Pincészet
- Bősze Pincészet-Ászár
- Csaszkóczy Pince
- Currus Kézműves Kispince
- Darázsi Pince
- Fehér Borászat - Süttő
- Fülöp Pince
- Gelbmann Pince
- Gottwald Borászat
- Hauzer Bormanufaktúra
- Hilltop Neszmély Borászati Zrt.
- Horváth Családi Pincészet
- Jónás Pince
- Kiss János Pincészet
- Korom Péter Családi Pincészete
- Kősziklás Borászat
- N3 Borműhely
- Stróbl Borház
- Simecz Pince
- Szivek Pince
- Szőllősi Pincészet
- Turay Családi Pincészet
- Wéber Családi Pincészet
- Rábai Katalin Borászata

## Jogszabályok
- 127/2009. (IX. 29.) FVM rendelet a szőlészeti és a borászati adatszolgáltatás, valamint a származási bizonyítványok kiadásának rendjéről, továbbá a borászati termékek előállításáról, forgalomba hozataláról és jelöléséről
- 56/2014. (IV. 30.) VM rendelet a borkészítésre alkalmas szőlőfajták osztályba sorolásáról

## Külső hivatkozások
- Linkgyűjtemény